# Омар Ґабер
Омар Ґабер (араб. عمر جابر, нар. 30 січня 1992, Каїр) — єгипетський футболіст, півзахисник клубу «Лос-Анджелес» та національної збірної Єгипту.

## Клубна кар'єра

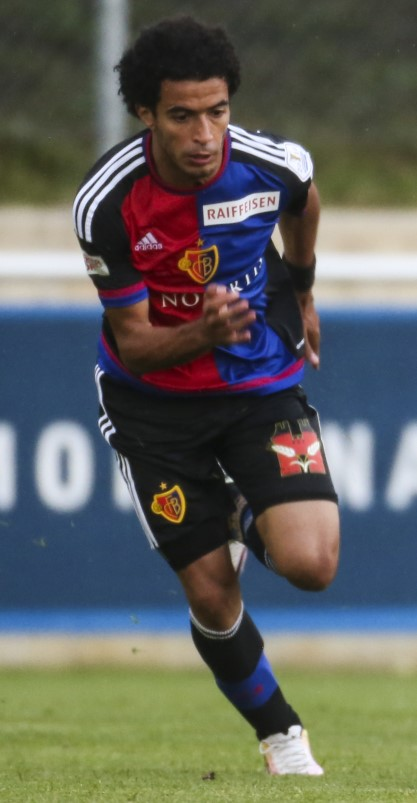
Ґабер у складі «Базеля»

Ґабер виріс недалеко від стадіону клубу «Замалека» і почав займатися в його академії. 15 серпня 2010 року в матчі проти «Петроджета» він дебютував у чемпіонаті Єгипту. 2 лютого 2013 року у поєдинку проти «Аль-Іттіхаду» Омар забив свій перший гол за «Замалек». У тому ж році він допоміг команді завоювати Кубок Єгипту. 8 лютого 2015 року Ґабер відмовився вийти на поле в знак жалоби за жертвами серед вболівальників під час зіткнень з поліцією перед матчем. У 2015 році він став чемпіоном країни і вдруге завоював національний кубок.
Влітку 2016 року Омар перейшов у швейцарський «Базель», підписавши контракт на чотири роки. Сума трансферу склала 1,65 млн євро. 24 липня в матчі проти «Сьйона» він дебютував у швейцарській Суперлізі. За підсумками сезону 2016/17 виграв з командою «золотий дубль», втім основним гравцем не став і у листопаді 2017 року Ґабер домовився про перехід в американський «Лос-Анджелес» на правах річної оренди, яка розпочалася 1 січня 2018 року. Приєднатися до американського клубу його вмовив тренер Боб Бредлі, який раніше працював з Омаром у збірній Єгипту. 14 квітня в матчі проти канадського «Ванкувер Вайткепс» Омар дебютував у MLS. Станом на 12 червня 2018 року відіграв за команду з Лос-Анджелеса 7 матчів у національному чемпіонаті.

## Виступи за збірні
Протягом 2009–2011 років залучався до складу молодіжної збірної Єгипту, разом з якою брав участь у молодіжному чемпіонаті світу 2011 року у Колумбії. Всього на молодіжному рівні зіграв у 6 офіційних матчах, забив 1 гол.
2012 року захищав кольори олімпійської збірної Єгипту на Олімпійських іграх 2012 року у Лондоні, де зіграв у двох матчах.
3 вересня 2011 року дебютував в офіційних іграх у складі національної збірної Єгипту в матчі-кваліфікації кубка африканських націй 2012 року проти збірної Сьєрра-Леоне, який завершився поразкою єгиптян з рахунком 1:2.
У 2017 році у складі збірної Ґабер став срібним призером Кубка африканських націй у Габоні. На турнірі він зіграв лише в півфінальному матчі проти команди Буркіна-Фасо. Наступного року поїхав і на чемпіонат світу 2018 року у Росії, втім на поле так і не виходив.
Наразі провів у формі головної команди країни 23 матчі.
| Дата       | Місто        | Господарі        | Результат               | Гості        | Турнір                                   | Голи | Примітки |
| ---------- | ------------ | ---------------- | ----------------------- | ------------ | ---------------------------------------- | ---- | -------- |
| 03-09-2011 | Фрітаун      | Сьєрра-Леоне     | 2 – 1                   | Єгипет       | Відбір до Кубка африканських націй 2012  | -    | 75'      |
| 08-10-2011 | Каїр         | Єгипет           | 3 – 0                   | Нігер        | Відбір до Кубка африканських націй 2012  | -    |          |
| 28-12-2012 | Доха         | Катар            | 0 – 2                   | Єгипет       | товариський матч                         | -    |          |
| 10-01-2013 | Абу-Дабі     | Гана             | 3 – 0                   | Єгипет       | товариський матч                         | -    | 36'      |
| 14-01-2013 | Абу-Дабі     | Кот-д'Івуар      | 4 – 2                   | Єгипет       | товариський матч                         | -    | 86'      |
| 06-02-2013 | Мадрид       | Чилі             | 2 – 1                   | Єгипет       | товариський матч                         | -    | 46'      |
| 22-03-2013 | Александрія  | Єгипет           | 10 – 0                  | Есватіні     | товариський матч                         | -    | 46'      |
| 30-09-2013 | Каїр         | Єгипет           | 2 – 0                   | Уганда       | товариський матч                         | -    | 46'      |
| 02-10-2013 | Каїр         | Єгипет           | 3 – 0                   | Уганда       | товариський матч                         | -    | 16'      |
| 30-05-2014 | Сантьяго     | Чилі             | 3 – 2                   | Єгипет       | товариський матч                         | -    | 46'      |
| 30-08-2014 | Асуан        | Єгипет           | 1 – 0                   | Кенія        | товариський матч                         | -    | 79'      |
| 11-10-2015 | Абу-Дабі     | Єгипет           | 3 – 0                   | Замбія       | товариський матч                         | -    |          |
| 14-11-2015 | Нджамена     | Чад              | 1 – 0                   | Єгипет       | Відбір до ЧС 2018                        | -    |          |
| 17-11-2015 | Александрія  | Єгипет           | 4 – 0                   | Чад          | Відбір до ЧС 2018                        | -    |          |
| 27-01-2016 | Асуан        | Єгипет           | 0 – 1                   | Йорданія     | товариський матч                         | -    | 75'      |
| 27-02-2016 | Александрія  | Єгипет           | 2 – 0                   | Буркіна-Фасо | товариський матч                         | -    | 63'      |
| 25-03-2016 | Кадуна       | Нігерія          | 1 – 1                   | Єгипет       | Відбір до Кубка африканських націй 2017  | -    |          |
| 29-03-2016 | Александрія  | Єгипет           | 1 – 0                   | Нігерія      | Відбір до Кубка африканських націй 2017  | -    |          |
| 06-09-2016 | Йоганнесбург | ПАР              | 1 – 0                   | Єгипет       | товариський матч                         | -    | 76'      |
| 09-10-2016 | Браззавіль   | Республіка Конго | 1 – 2                   | Єгипет       | Відбір до ЧС 2018                        | -    |          |
| 01-02-2017 | Лібревіль    | Буркіна-Фасо     | 1 – 1 д.ч. (3 – 4 п.п.) | Єгипет       | Кубок африканських націй 2017 - півфінал | -    | 107'     |
| 27-03-2018 | Цюрих        | Єгипет           | 0 – 1                   | Греція       | товариський матч                         | -    | 51'      |
| 25-05-2018 | Ель-Кувейт   | Кувейт           | 1 – 1                   | Єгипет       | товариський матч                         | -    | 27'      |
| 06-06-2018 | Брюссель     | Бельгія          | 3 – 0                   | Єгипет       | товариський матч                         | -    | 79'      |
| Усього     |              | Матчів           | 24                      |              | Голів                                    | 0    |          |

## Досягнення
- Чемпіон Єгипту (1) :

«Замалек»: 2014-15
- Володар Кубка Єгипту (3) :

«Замалек»: 2012-13, 2013-14, 2014-15
- Чемпіон Швейцарії (1):

«Базель»: 2016–17
- Володар Кубка Швейцарії (1):

"Базель: 2016-17
- Срібний призер Кубка африканських націй: 2017

### Індивідуальні
- У символічній збірній чемпіонату Єгипту: 2014-15[10], 2015-16[11]